# Назад в СССР (фильм, 1992)
«Назад в СССР» — американский фильм 1992 года режиссёра Дерана Сарафяна.

## Сюжет
СССР времён Перестройки. Действие происходит в 1990 году, так как вначале фильма можно увидеть McDonalds.
Арчер Слоун — американский студент из Чикаго, приехал на экскурсию в Москву. Выходя из отеля, он в вестибюле видит русскую девушку Лену, у которой неприятности с швейцаром: тот не выпускает её. Арчер галантно помогает девушке выйти из отеля и сажает её вместе с собой в такси. Но эта девушка — начинающая проститутка, только что выскользнувшая из номера хамского клиента-англичанина Стэнли, прихватив с собой его чемодан, в котором — старинная икона «Чёрная мадонна», украденная Стэнли для влиятельного русского контрабандиста Курилова.

## В ролях
В главных ролях:
- Фрэнк Уэйли — Арчер
- Наталья Негода — Лена
- Роман Полански — Курилов

В остальных ролях:
- Эндрю Дивофф — Димитро
- Дей Янг — Клаудия
- Равиль Исянов — Георгий
- Гарри Дитсон — Уиттьер
- Брайан Блессед — Чазов
- Константин Грегори — Стэнли
- Алексей Евдокимов — Михаил
- Борис Романов — отец Пётр
- Всеволод Сафонов — Иван
- Юрий Саранцев — консьерж
- Олег Анофриев — таксист
- Николай Аверюшкин — Аид, подручный
- Владимир Дружников — священник
- Игорь Класс — Константин
- Фёдор Смирнов — громила
- Евгений Дегтяренко — громила
- Ирина Малышева — стюардесса
- Рита Гладунко — бабушка
- Эдда Урусова — бабушка

## Съёмки
Съёмки велись в Москве в течение 10 недель.
Исполнительница главной роли Наталья Негода в интервью на вопрос, как она оценивает фильм, ответила: «Да ничего особенного, но всё-таки работа по профилю. А то ведь с нашего курса только два-три человека остались актёрами. Мне кажется, мы были последними, кому хотелось во МХАТе играть классику», а по поводу работы с режиссёром сказал:

У него для неё меня были две установки: «Наташа, в этой сцене стань более сексуальной» и «Наташа, будь как маленький ребёнок», причём без расшифровки. Что я должна была — юбку задрать или в пеленки завернуться — непонятно.
Олег Анофриев по поводу съёмок в фильме и своей эпизодичной роли таксиста заметил: «Это была незначительная работа, я играл пьющего и злого человека — роль, не свойственную мне. В те годы мы были нацелены на совместные фильмы, особенно с Америкой. Я тоже не стал исключением и снялся в этом фильме, кстати, не очень удачном».

## Критика
Критикой обращено внимание на то, что в роли русского контрабандиста Курилова снялся знаменитый Роман Полански — режиссёр ряда известных картин — и что «Назад в СССР» очень похож сюжетом на его фильм 1988 года «Неистовый» с Харрисоном Фордом и Эммануэль Сенье, специально стилизованный под фильмы Хичкока.
Американская пресса оценивала фильм критично, положительно отмечая только игру Натальи Негоды:

Если оставить московский фон в стороне, то «Назад в СССР» — это ничем не примечательный романтический триллер о чикагце, который случайно оказался замешан в делах всепроникающего российского преступного мира. Поскольку главный герой — мальчик-мужчина Фрэнк Уэйли — это универсальный всеамериканец, киношники идут на крайности, чтобы избежать стереотипных русских злодеев. Но без КГБ это уже совсем не то. Сюжет — это занятная, но бессвязная путаница, которую Уэйли, рождённый для второстепенных ролей, не может вытянуть, даже хотя его партнёр Наталья Негода — агрессивно чувственная звезда «Маленькой Веры». Фильм оживает только тогда, когда в качестве предприимчивого капиталиста появляется российский актёр второго плана Равиль Исьянов. Он и его друзья намекают на мучительную историю, стоящую за этой историей, которая никогда не рассказывается.
Оригинальный текст (англ.)Its Muscovite backdrop aside, "Back in the USSR" is an undistinguished romantic thriller about a flaky Chicagoan (I think this is supposed to be ironic) who is inadvertently caught up in the machinations of the highly decentralized Russian underworld. While the leading man-boy, Frank Whaley, is an all-purpose all-American, the filmmakers go to extremes to avoid the stereotypical Russian villains. But it's just not the same without the KGB. The story is a busy but uninvolving muddle that Whaley, born for supporting roles, can't carry off even though he's partnered with Natalya Negoda, the aggressively sensuous star of "Little Vera". The film only comes to life when Russian supporting actor Ravil Issyanov pops in as a enterprising capitalist manque. He and his cronies hint at the tantalizing story behind the story, which never gets told.
— кинокритик Рита Кемпли, газета «Washington Post», 1992 год

Заявленный как первый американский фильм, полностью снятый в Советском Союзе, ещё в СССР, фильм даёт интригующий взгляд на «гласность» в Москве в бурную эпоху Горбачёва. Этот захватывающий социологический фон более интересен, чем избитые интриги под Хичкока…
Центральное исполнение Фрэнка Уэйли намекает на Джозефа Коттона в «Третьем человеке» или Джимми Стюарта в «Человеке, который знал слишком много», как бы интерпретированного Майклом Фоксом; очаровательные некогда в прошлом идеализм «aw shucks» («а, всё равно») и среднеамериканская наивность из-за раздражения и нарциссизма преобразовались в хотя, возможно, и оправданную, но определённо плаксивую жалость к себе — и таким образом оформились и потом застыли. Этот неприятный эффект может быть случайным или преднамеренной критикой, а может быть просто так получилось. В контрасте с Натальей Негодой («Маленькая Вера») — абсолютно притягательной и смотрящейся подлинной начинающей звездой. Её глаза передают глубины, которые этот маленький фильм не осмеливается исследовать.
Хичкок, но это не так уж плохо. (Насилие, ненормативная лексика, нагота, сексуальные ситуации).
Оригинальный текст (англ.)Touted as the first US film shot entirely on location in the Soviet Union, BACK IN THE U.S.S.R. provides an intriguing glimpse of "glasnost" in Moscow during the tumultuous Gorbachev era. This absorbing sociological backdrop is more interesting than the shopworn sub-Hitchcockian intrigues.

Frank Whaley’s central performance suggests Joseph Cotton in THE THIRD MAN or Jimmy Stewart in THE MAN WHO KNEW TOO MUCH as reinterpeted by Michael J. Fox; the once-charming «aw shucks» idealism and middle American naivete has been curdled by pique and narcissism into a perhaps justified but certainly whiny self-pity. This offputting effect may be accidental or an intentional critique may be at work. In contrast Natalya Negoda (LITTLE VERA) is totally beguiling and displays genuine star potential. Her eyes convey depths that this little movie does not dare explore.

Hitchcock, but it isn't half bad. (Violence, profanity, nudity, sexual situations.)
— TV Guide
Российская критика, современная фильму, назвала фильм «клюквой» и «чернухой»:

Впечатление странное. Ну «клюква», понятно есть. Но, в общем, вроде бы неплохо. Но может — быть, мои оценки — лишь каприз «переевшего видео киномана»? Вон ведь снимает сейчас Сарафьян очередной боевик «Серый стрелок» с Кристофером Ламбером — значит, доверяют ему продюсеры. А что «клюква» — так ведь американцы тоже в русских фильмах про себя много накладок находят… Может быть.— Фикс С. Американец в Москве // Видео-Асс Premiere. — 1992. — № 8. — С. 6—7.

Картина «Назад в СССР» Дерена Сарафьяна, сделанная в 90-м, была показана по нашему телевидению. Там снимались многие известные русские актёры: Наталья Негода, Всеволод Сафонов, Олег Анофриев, Владимир Дружников. Но сюжет, вертящийся вокруг похождений молодого американца-туриста в современной Москве, нашпигован стандартной «чернухой»: иконы, проститутки, ночная жизнь, мечты о загранице. Нет ни характеров, ни подлинной картины нашего быта.— киновед, кандидат искусствоведения (1967), Елена Николаевна Карцева, 1995 год
Спустя 20 лет фильм в российской критике получил ещё более жёсткую оценку:

Как говорится, дожили. Вместо «Красной жары» (1988), послужившей такой рекламой мощи СССР, о которой наши идеологи не могли и мечтать, или хотя бы «Русского дома» (1990) (не лишённого, признаём, ноток уважения к потенциальному противнику, равно как и сочувствия к простым советским людям), нас одарили с барского плеча чем-то жалким и кричаще бездарным. Куда там классику с его «немытой Россией»!.. Священнослужители становятся объектом расправы бандитов, чувствующих себя всё увереннее; коррупция разъедает милицию, и вообще каждый (включая учёных с мировым именем) старается побольше урвать; появляются первые олигархи, вчерашние контрабандисты; молодёжь бредит шальными деньгами, иностранными шмотками и ночными клубами…
Судя по всему, это наши кинематографисты оказались настолько зачарованы самим фактом приезда голливудского мастера, почти небожителя, что с жадностью ловили каждое его слово, в первую очередь — относящееся к жизни за «железным занавесом», о которой тот (а как же иначе?) знает больше. Что уж удивляться тому, как глупо выглядят талантливые лицедеи, включая знаменитую «маленькую Веру» Наталью Негоду, не отказавшуюся вновь предстать на экране обнажённой? Халтура должна быть наказуема — и «шедевр» Сарафяна, вышедший уже после развала сверхдержавы (в феврале 1992-го), собрал в заокеанском кинопрокате ничтожную сумму $0,5 млн.
— Нефёдов Е. Назад в СССР // AllOfCinema.com, 18 апреля 2016 г.

## Музыка в фильме
В сцене в ночном клубе, где первый раз целуются герои на фоне огромного экрана, кадры военной кинохроники на экране служат фоном для композиции Коррозии металла «Russian Vodka».